# پال گلس
پال گِلَس (انگلیسی: Paul Glass؛ زادهٔ ۱۹ نوامبر ۱۹۳۴) آهنگساز اهل ایالات متحده آمریکا و سوئیس است.
او فرزندِ هنرپیشهٔ دوران صامت «گَستن گلَس» است.
پال گلس دانش‌آموختهٔ دانشگاه کالیفرنیای جنوبی و دانشگاه پرینستون است و در حالِ حاضر، استاد رشتهٔ موسیقی در «دانشگاه فرانکلین سوئیس» است و ساکنِ همانجاست.
از فیلم‌ها یا مجموعه‌های تلویزیونی که وی در آن‌ها نقش داشته است می‌توان به نایت گالری و بانی لیک گم شده اشاره نمود.